# 9135 Lacaille
A 9135 Lacaille (ideiglenes jelöléssel 7609 P-L) a Naprendszer kisbolygóövében található aszteroida. Cornelis Johannes van Houten, Ingrid van Houten-Groeneveld és Tom Gehrels fedezte fel 1960. október 17-én.